# Ниссан (река)
Ниссан (швед. Nissan) — река на юго-западе Швеции, впадает в пролив Каттегат у города Хальмстад. Сначала течёт на северо-запад, а затем меняет своё направление на юго-запад.
Длина реки, по разным данным, составляет 186 либо 200 км, высота истока составляет 300 м над уровнем моря. Площадь водосборного бассейна — 2685 км². В древности по Ниссану проходил крупный водный торговый путь. На Ниссане расположено несколько гидроэлектростанций, имеющих общую мощность 52 МВт и ежегодно вырабатывающих порядка 214,8 ГВт⋅ч энергии. Обитают лосось и форель; популяция лососёвых к 1920-м годам из-за интенсивной рыбалки фактически исчезла, однако к настоящему времени восстановлена.